# یوشا
یوشا (به صربی: Ljuša) یک منطقهٔ مسکونی در صربستان است که در کورشوملیا واقع شده‌است. یوشا ۱۰۹ نفر جمعیت دارد.